# (36196) 1999 TT90
1999 TT90 (asteroide 36196) é um asteroide da cintura principal. Possui uma excentricidade de 0.05740140 e uma inclinação de 10.45422º.
Este asteroide foi descoberto no dia 2 de outubro de 1999 por LINEAR em Socorro.